# 埃維耶-霍爾恩內斯
埃維耶-霍爾恩內斯（挪威語：Evje og Hornnes）是挪威阿格德爾郡的一個市镇，行政中心为埃維耶村。市镇面积为587平方公里，人口数量为3,634人（2020年），人口密度为每平方公里6.6人。